# Emtithal Mahmoud
Emtithal "Emi " Mahmoud, en árabe: إمتثال "إيمي" محمود‎; ( Darfur, Sudán1992 o 1993) es una poeta y activista sudanesa-estadounidense que ganó el  Individual World Poetry Slam en 2015.Es  embajadora de buena voluntad de ACNUR desde 2018 y, como tal, ha visitado campos de refugiados en Kenia, Grecia y Jordania para reclamar la atención y un mejor trato para las personas que han huido de la violencia, la guerra y las persecuciones en su país. 

## Biografía
Mahmoud nació en Darfur, Sudán. En 1998 tuvo que huir con su familia a Yemen y luego trasladarse a Filadelfia, Estados Unidos. A la edad de siete años regresó a Sudán donde sus padres participaron en una protesta para reivindicar el salario de los maestros que el gobierno había suspendido.Su hermana es la poeta y activista Afaq "Foo Foo" Mahmoud.
En Filadelfia Mahmoud estudió en el instituto Julia R. Masterman y obtuvo la beca Leonore Annenberg, cuya financiación cubre todos los gastos destinados al estudio en cualquier universidad de los Estados Unidos durante cuatro años.En  2016, tras su doble licenciatura en la Universidad de Yale, en antropología y biología molecular, regresó a Sudán para poner en marcha la iniciativa One Girl Walk, Dreams for Peace y continuar el trabajo que sus padres habían iniciado para promover la paz antes de verse obligados a huir de Sudán.

## Poesía
Mahmoud tuvo su primer encuentro con la poesía oral durante su etapa de estudiante en  Yale. Allí se unió al grupo poético ¡Oyé!, afiliado al Centro Cultural Latino del campus, y luego al Yale Slam Team. En 2013, interpretó el papel de lectora de poemas en el cortometraje dirigido por Boris Schaarschmidt titulado Haleema.
Su poema Mama, que Mahmoud interpretó en la competición y le hizo ganar  el World Poetry Slam en 2015,fue un homenaje a su madre que viajaba en ese momento a Sudan para enterrar a su abuela que acababa de morir. En 2018 publicó el libro Sister's Entrance,una colección de poemas que se mueve entre lo personal -el amor, su experiencia de crecer como musulmana negra en los Estados Unidos-, y lo político.

## Activismo
Desde muy joven trabaja como activista para alertar sobre la crisis de las personas refugiadas y la violencia continuada que se ejerce en Darfur.En 2015 fue elegida como una de las100 mujeres más influyentes en la lista de la BBC, y en 2016 intervino en una mesa redonda  junto al  presidente Obama cuando este visitó la Islámic Society of Baltimore.
En 2017, participó en la gira promocional How to Do Good Philanthropy Age, en la que interpretó poemas y debatió sobre su trabajo en diferentes ciudades como Nueva York, Oslo, Estocolmo, La Haya, Bruselas, París, Londres, y York en 2018.
En 2016, fue invitada a recitar uno de sus poemas en la Asamblea General de las Naciones Unidas en Nueva York. Ese mismo año presentó una campaña en la 'Cumbre de Líderes y Laureados' en Nueva Delhi y dio una charla en la conferencia TEDMED. Coincidiendo con el nombramiento de Embajadora de Buena Voluntad de ACNUR, en junio de 2018, Mahmoud actuó como oradora en la apertura del TEDxKakumaCamp, Kenia, el primer acto de TEDx realizado desde un campamento de refugiados. También ha representado a ACNUR en varias ocasiones como el Foro de Mujeres para la Economía y la Sociedad en París, y el aniversario de la #Campaña IBelong sobre apatridia en 2017.